# Míšovice
Míšovice är en ort i Tjeckien.   Den ligger i regionen Södra Böhmen, i den centrala delen av landet, 70 km söder om huvudstaden Prag. Míšovice ligger 467 meter över havet och antalet invånare är 245.
Terrängen runt Míšovice är platt. Runt Míšovice är det ganska glesbefolkat, med 34 invånare per kvadratkilometer. Närmaste större samhälle är Blatná, 11,8 km sydväst om Míšovice. Trakten runt Míšovice består till största delen av jordbruksmark.